# Krepost
Krepost (bułg. Крепост) – wieś w południowej Bułgarii, w obwodzie Chaskowo, w gminie Dimitrowgrad.
Ze względu na kozystne warunki glebowe prowadzi się we wsi uprawy pszenicy, kukurydzy i bawełny.
Święto wsi odbywa się corocznie 21 maja.